# Knud Meister
Niels Knud Meister (født 28. maj 1913 i København, død 20. december 1989) var en dansk journalist, redaktør og forfatter, der måske blev mest kendt for Jan-bøgerne og Puk-bøgerne.
Han var søn af billedhugger Jenö Meister (1882 – 1961). 
Meister blev uddannet ved Randers Amtstidende og Ekstra Bladet fra 1931 til 1934 og arbejdede som journalist og senere medredaktør ved Aftenbladet og Berlingske Aftenavis. I 1949 blev han korrespondent for Time Magazine i New York. Han arbejdede desuden for DR, men stiftede i 1974 sit eget PR-bureau, Memo Contact. 
Det blev imidlertid som børnebogsforfatter, at han for alvor gjorde sig bemærket. Sammen med Carlo Andersen skrev han  1942-1964  81 Jan-bøger, der med deres enkle og spændende handling opnåede stor popularitet, og de blev oversat til flere sprog. Efter 2. verdenskrig blev de  udgivet på tysk. I 1954 blev bøgerne filmatiseret med Jan går til filmen. 
Under pseudonymet Lisbeth Werner skrev han sammen med Carlo Andersen 58 Puk-bøger 1943-1964. De mest populære bøger i begge serier blev genudgivet i redigerede udgaver. 
Knud Meister skrev desuden otte voksenkrimier, der udkom i første halvdel af 1940'erne. 
Meister er far til journalist Birgit Meister. Han er begravet på Mariebjerg Kirkegård i Gentofte.